# Vinko Möderndorfer (1894)
Vinko Möderndorfer, slovenski šolnik, pisatelj, zbiralec narodnega gradiva in etnograf, * 5. april 1958, Dole na Zilji, Avstrija, Celje.
Bil je zaveden Slovenec in pedagog, od nekdaj zaničevan in omalovaževan. Po drugi svetovni vojni niso hoteli stiskati nobenih del, če niso bila cenzurirana. 
Leta 1946 je postal direktor tiskovne in produktivne zadruge z omejenim jamstvom, ki je bila v lasti družbe Svetega Mohorja v Celju in tako je dobil priložnost, da je natisnil Koroške narodne pripovedke, takšne, ki so te, ki do danes v tej obliki in vsebini še niso bile natisnjene. 
V aprilu 1948 so ga aretirali in ga brez vsakršne obsodbe zaprli v zloglasnem zaporu za politične prestopnike na Golem otoku. Po tri in pol letnem političnem zaporu na Golem otoku si ni nikoli več opomogel, saj mu ni šlo v zavest, zakaj je moral preživeti tri leta in pol grozovitih tortur političnega Golega otoka, saj ni nikoli stopil pred kakšnega koli sodnika ali sodišča, ki bi ga naj obsodilo. Po prihodu z Golega otoka je ves pretepen, izmučen in bolan preživel samo še šest let. Skoraj vsa njegova dela so šla v pozabo, ker jih oblasti niso dovolile ponatisniti, ker niso ustrezala tedanjim ideološkim normam. Umrl je leta 1958.

## O knjigi-Narodne pripovedke iz Mežiške doline
Tudi Narodne pripovedke iz Mežiške doline ni sprejela v tisk nobena založba, ker so napisane v arhaičnem jeziku vernih ljudskih pripovedovalcev, ki so mu jih pripovedovali tako kot so jih slišali od svojih prednikov. Določeni zbor pripovedi je bil izdan pri založbi Mladinska knjiga, kjer pa so se izognili raznih mitov, legend, pripovedih o svetnikih, o Kristusu, sv. Petru, zlih duhovih in drugo.
V tej zbirki, se zbrane pripovedke iz Mežiške doline, ki so jih pripovedovali različni ljudje iz teh krajev.
Mnoge črtice oz. pripovedke so povezane z vero. V pripovedkah nastopajo izmišljeni in pa resnični ljudje iz okolice in iz Mežiške doline.
Pripovedke se med seboj ne razlikujejo veliko imajo podobna spoznanja in pa mišljenja. Velik poudarek je na veri in pa na vojskovanju, ter boju za določena ozemlja.
Knjiga je izšla kljub močnemu nasprotovanju takratne oblasti, natančneje Agitpropa, ki je rokopisu očitala, da ohranja bajke in vraže. Möderndorfer je nemogoče zahteve oblastnikov po spreminjanju ljudskih pripovedk v pismu omenil Prežihovemu Vorancu. Da je knjiga sploh lahko izšla, je Möderndorfer v uvodniku in v opombah poskušal ljudsko dediščino umestiti v nazorni svet povojnega režima. Pri tem je citiral celo Stalina. V uvodniku omeni tudi odnos do izdajalcev, za katere naj bi že ljudsko izročilo zahtevalo najstrožjo kazen. Nepoučenemu bralcu se zato uvodnik bere kot apologeza stalinizma in povojnih pobojev. Uvodnik in opombe pa je Vinko Möderndorfer pisal sarkastično, kot obupen poskus, da knjigo vendarle izda. Zaradi izgubljenega konteksta se danes sarkazem izgubi in bi lahko Möderndorferju povsem po krivici pripisali skrajne politične nazore, čeprav je bil sam predan sociali demokrat in velik nasprotnik agrarne reforme. V kakšni nemilosti je bil pri povojni oblasti, priča dejstvo, da ga nasprotovanje stalinizmu ni obvarovalo Golega otoka.

## Vsebina pripovedkeŽal žene
Pripovedka Žal žene 1 pripoveduje o gospodarju Hermonku in o Žal ženi, ki je hodila k njemu in ga učila sejati seme. Gospodarju se je dobro godilo, saj je bila njegova letina vsako leto boljša. Nekega jutra je njegova žena odšla pripravljat zajtrk in, ko se je vrnila je videla kitko, ki je visela iz postelja, bila je Žal ženina. Odšla je k duhovniku po nasvet, ta pa ji je svetoval, da naj gre in kitko popravi pod odejo. Hermonkova žena je to storila in Žal žena se je razjezila, in dejala , da ni njegova popolna last. S tem dejanjem je Žal žena odšla za vedno in se ni vrnila h gospodarju Hermonku, da bi ga učila sejati. Tako je bila njegova letina spet vsako leto slabša.